# Status epilepticus
Status epilepticus er en akut neurologisk tilstand karakteriseret ved langvarig (>30 min) eller gentagne epileptiske krampeanfald, hvor patienten forbliver bevidstløs eller bevidsthedssvækket mellem anfaldene. Tilstanden kan både optræde hos patienter med epilepsi og ved andre påvirkninger af hjernen, fx forgiftning, narkotika påvirkning og skade på hjernen (hjernetumor, apopleksi).

## Kategorisering
I ICD-10 skelnes mellem fire typer:
- Generaliseret tonisk-klonisk status epilepticus (Gentagne anfald af kramper med bevidstløshed mellem anfaldene)
- Non-konvulsivt status epilepticus af absencetype (Gentagne fjernhedstilfælde, men uden egentlige kramper)
- Non-konvulsivt komplekst partielt status epilepticus (Gentagne anfald uden kramper, men ofte med fjernhed og tab af kognitive funktioner)
- Anden eller uspecifik status epilepticus

## Årsager
Kun omkring 25% af de patienter der får krampeanfald eller status epilepticus har epilepsi. Hos omkring 50% af patienter der diagnosticeres med epilepsi er status epilepticus det første symptom. Andre årsager kan være:
- Apopleksi
- Forgiftning eller narkotikapåvirkning
- For lav dosis eller pludseligt ophør af antiepileptisk behandling
- Alkohol eller alkohol abstinenser (særligt hos epileptikere)
- Faste eller højt/lavt blodsukker hos epileptikere
- Interaktion mellem antiepileptika og anden medicin
- Toleransudvikling til antiepileptika
- Manglende optagelse af antiepileptisk medicin, fx pga. betændelse i mave/tarm
- Metaboliske forstyrrelser, fx lever eller nyresygdom
- Søvnmangel

## Prognose
Dødeligheden er 10-30% indenfor 30 dage. Dette kan skyldes den direkte skade der sker på hjernen ved langvarig epileptisk aktivitet, men kan også skyldes den bagvedliggende sygdom, som er årsag til tilstanden, fx en hjernetumor. Hvis tilstanden behandles hurtigt og der ikke er en bagvedliggende sygdom er prognosen god.

## Behandling
- Sikring af frie luftveje, ilttilskud og kredsløbsmonitorering
- Benzodiazepiner (Stesolid eller clonazepam), gives som intravenøs injektion.
- Ved manglende effekt gives Fosfenytoin eller Valproat som intravenøs injektion/infusion
- Ved manglende effekt bedøves patienten med Propofol eller barbiturat [1]